# Conrado de Constanza
Conrado de Constanza o Conrado de Altdorf (en alemán: Konrad von Konstanz o Konrad I. von Altdorf ; Weingarten c. 900-Constanza, 26 de noviembre de 975) fue obispo de la sede episcopal de Constanza entre 934 y 975. Es venerado como santo por la iglesia.

## Hagiografía
Conrado nació alrededor del año 900 en el seno de la familia Welf, perteneciente a la nobleza. Recibió su formación espiritual en el Cabildo catedralicio de Constanza. Ingresó en la comunidad canónica y, en 934, de entre los canónicos, bajo la influencia del obispo de Augsburgo, Ulrico de Augsburgo, fue elegido obispo de Constanza.
Como obispo y como miembro de la iglesia otoniana Conrado se relaciona, esporádicamente al menos, con el emperador Otón I (936-973). Así, en el invierno de 961-962, Conrado tomó parte en el viaje a Roma organizado para la coronación del emperador. Además, del emperador del Sacro Imperio Romano Germánico logró que se erigiera una capilla llamada Mauritiusrodunte en la Catedral de Constanza en recuerdo de San Mauricio.
Conrado hizo otros viajes a Roma y a Jerusalén, a donde peregrinó tres veces y de donde trajo reliquias, entre otras cosas. Las visitas a Roma y a Jerusalén decidieron al obispo a llevar a cabo un plan de construcciones en su ciudad, hecho que está considerado justamente como el nacimiento o momento fundacional del arte románico.
Como modelo para la construcción de iglesias se sirvió de la Basílica Patriarcal de Roma: 
- En la entrada de la ciudad edificó una iglesia dedicada a San Pablo, similar a la Basílica de San Pablo Extramuros;
- Al lado de la sede episcopal creó la iglesia de San Juan, a imagen de la Archibasílica de San Juan de Letrán

Además, en las mismas afueras de la ciudad, hizo restaurar la iglesia de San Lorenzo (hoy inexistente).
El estilo de la ya citada Mauritiusrotunde estaba influido por lo que había visto en sus peregrinaciones a Jerusalén, hecho a imitación del Santo Sepulcro y para que sirviera como centro de peregrinación de su región. La Mauritiusrotunde la dedicó a San Mauricio, patrón del Sacro Imperio Romano Germánico. Para esta capilla, inmediatamente adyacente al coro de la catedral, Conrado constituyó una comunidad de doce canónigos, tercera comunidad catedralicia de canónigos, junto a la propia de la sede episcopal y a la instituida por su predecesor, Salomón III de Costanza. Sin embargo, la comunidad fundada por Conrado tuvo una vida breve.
En el Sacro Imperio Romano Germánico y también en Francia Oriental se veneraba a San Mauricio y también a San Lorenzo, pues de este último era la festividad del día de la famosa Batalla de Lechfeld. Como agradecimiento por la victoria en la batalla, Otón I, mediante un certificado fechado el 21 de febrero de 962, pocos días tras su coronación como emperador, hizo una donación al obispo Conrado y a su iglesia por la salvación de su alma y también por la del obispo. 
En agosto de 972, con ocasión de la celebración de San Pelagio, Otón I visitó a Conrado en Constanza. La oración conjunta de ambos mostró los estrechos vínculos existentes entre el emperador y el obispo.
A su muerte, Conrado fue enterrado en la Mauritiusrotunde.

## Canonización
La canonización de Conrado de Constanza fue inicialmente promovida por el obispo Ulrico I de Kyburg-Dillingen (1111-1127), que deseaba tener para la ciudad y el arzobispado a un santo autóctono. Conrado era, ya desde su muerte, reverenciado en Constanza. En 1089, el antecesor de Ulrico, el obispo Gebhard III (1084–1110), trasladó los restos mortales de Conrado de la Mauritiusrotunde al nuevo templo catedralicio, sin ninguna otra consecuencia en aquel tiempo. Inicialmente Ulrico gestionó la canonización a través del monje y abad benedictino Udalschalk al que encargó que escribiera una Vita Konradi, ya que él tuvo que posponer su intervención debido a los disturbios que siguieron a la, ya en sus finales, guerra de las Investiduras.
En el segundo libro de la citada Vita Konradi se narran curaciones milagrosas ocurridas gracias al obispo Conrado y hechos de salvación. Esta Vita, junto con un escrito de petición (Prima petitio) de canonización del obispo de Constanza, fueron remitidos al papa Calixto II (1119–1124). El viaje de monje Udalschalk a Roma está datado en 1123. En el tercer libro, y último, de la Vita Konradi Udalschalk expone que el II Concilio de Letrán se manifestó a favor de la canonización de Conrado, incorporando además el texto obtenido de la carta original que el Papa envió a Ulrico el 28 de marzo de 1123. Había vía libre para la canonización de Conrado de Constanza.
La canonización efectiva tuvo lugar en Constanza a finales de noviembre de 1123. El encuentro fue multitudinario. Asistieron tres duques, varios condes, clero, abades y monjes, así como muchos fieles. Tuvo lugar el día 26 de noviembre, fecha de la muerte del santo. Fue un acto litúrgico lujoso, durante el cual el cuerpo del santo fue trasladado a un cofre relicario en el cual sería venerado. Las reliquias fueron destruidas durante la época de la Reforma protestante. El sarcófago de Conrado, junto con un altorrelieve de cuerpo entero, se halla en la Konradikapelle de la catedral de Constanza.

## Aniversario
El aniversario de San Conrado de Constanza, tanto en el santoral católico como en el luterano y el ortodoxo, se celebra el 26 de noviembre.

## Atributos
A San Conrado se le representa a menudo con hábito episcopal y un cáliz en la mano, del que a veces sale una araña. Una leyenda medieval cuenta que, durante una misa, una araña cayó en el vino eucarístico y que ambos, Conrado y la araña, bebieron juntos, pues el santo no quiso derramarlo. Después la araña, indemne, se posó en la boca de Conrado y marchó.